# Театральная площадь (Луганск)
Театральная площадь (укр. Театральна площа) расположена в историческом центре Луганска. В 1970 году на северной части площади Героев Великой Отечественной войны был открыт Луганский областной русский драматический театр. В простонародье стали называть Театральной площадью. Имеет почти квадратную форму, занимает площадь около 0,73 га. Площадь соседствует с парком им. Шевченка, от которого её разделяет всего лишь одно здание областной администрации. На протяжении всей истории Луганска, Театральная площадь традиционно являлась центром всех крупных мероприятий города. Народные гулянья, митинги, дискотеки, концерты звёзд и народных коллективов, празднования дня города, установление новогодне-рождественской ёлки, салюты и все другие подобные мероприятия проходили на Театральной площади. На переднем плане Театральной площади стоит памятник В. И. Ленину. На западе её ограничивает улица Титова, на севере ул. Коцюбинского, на востоке ул. Шевченко. 13 ноября 2013 года исполком Луганского горсовета постановил местом проведения массовых мероприятий определить Ярмарочную площадь города, однако после начала противостояния весной 2014 года это постановление было нарушено. До начала военных действий на площади действовали несколько веб-камер. В августе 2024 года была завершена реконструкция площади.